# ریک ورذی
ریچارد "ریک" ورذی (انگلیسی: Rick Worthy) یک هنرپیشه آمریکایی است که بیشتر برای ایفای نقش جنار در سینمایی پیشتازان فضا: انترپرایز شهرت دارد.

از دیگر سریال های او میتوان به سقوط‌کرده ، چشم ها ، جادوگران ، ناوبر فضایی گالاکتیکا ، سوپرنچرال و خاطرات خون آشام اشاره کرد.